# Dixella harrisoni
Dixella harrisoni är en tvåvingeart som först beskrevs av Freeman 1956.  Dixella harrisoni ingår i släktet Dixella och familjen u-myggor. Inga underarter finns listade i Catalogue of Life.